# كريستيان مونتانيو
كريستيان مونتانيو (بالإسبانية: Cristian Alexis Montaño Castillo)‏ هو لاعب كرة قدم كولومبي في مركز نصف الجناح، ولد في 11 ديسمبر 1991 في Zarzal ‏ في كولومبيا. لعب مع أكسفورد يونايتد وأمريكا دي كالي وأولدهام أثلتيك وسويندون تاون ونادي بريستول روفيرز ونوتس كاونتي ووست هام يونايتد.

## وصلات خارجية
- كريستيان مونتانيو على موقع قاعدة بيانات كرة القدم.إي يو (الإنجليزية)
- كريستيان مونتانيو على موقع Soccerbase.com (لاعب) (الإنجليزية)
- كريستيان مونتانيو على موقع Soccerway.com (الإنجليزية)
- كريستيان مونتانيو على موقع عالم كرة القدم.نت (الإنجليزية)